# União da Bacia Urbana Sudeste Leste
O União da Bacia Urbana Sudeste Leste (UNIBUS) foi um dos três consórcios que operaram o transporte coletivo por ônibus de Porto Alegre, junto com o STS e o Conorte, além da Carris.
Após a licitação da operação do novo sistema de transporte coletivo de Porto Alegre, o UNIBUS foi extinto em fevereiro de 2016 e substituído pelos consórcios Via Leste e MAIS - Mobilidade da Área Integrada Sudeste.

## História
Em 1995 inicia-se o processo das pinturas padronizadas por radiais nos ônibus do sistema de Porto Alegre. Devido a esta determinação, as empresas Viação Alto Petrópolis (VAP), Viação Estoril e VAP-Jari não concordam e saem do Conorte para a criação de um consórcio próprio - na época denominado UNILESTE. Mais tarde, em 20 de outubro de 1997, as empresas VAP, Estoril, Sentinela, Sudeste, Presidente Vargas e Gazômetro formaram o consórcio UNIBUS.
A criação do UNIBUS foi baseada em orientação da Secretaria Municipal dos Transportes que dividiu a cidade em três zonas (norte, sul e sudeste-leste) e as empresas foram designadas a se agrupar com o intuito de formar seus consórcios. Porto Alegre não possui zona oeste, pois o oeste do município vem a ser a região central da cidade, banhada pelo Lago Guaíba.

## Empresas associadas
- Viação Estoril
- Empresa Gazômetro de Transportes
- Sudeste Transportes Coletivos
- Auto Viação Presidente Vargas
- Viação Alto Petrópolis (VAP)

Também fazia parte do consórcio a empresa Transportes Sentinela, que entrou em estado de falência em 2011. As linhas que a empresa operava foram repassadas principalmente para a Presidente Vargas, VAP e Gazômetro.